# Bitoma paradisea
Bitoma paradisea es una especie de coleóptero de la familia Zopheridae.

## Distribución geográfica
Habita en Estados Unidos.